# Иосиф (архиепископ Великоустюжский)
Архиепископ Иосиф (ум. 4 (15) января 1720, Великий Устюг, Архангелогородская губерния) — епископ Русской православной церкви, архиепископ Великоустюжский и Тотемский

## Биография
Родился во Владимире.
После 1688 года был игуменом Владимирского Златовратского Спасского монастыря.
3 марта 1700 года хиротонисан во епископа с возведением в сан архиепископа Великоустюжского и Тотемского.
Прибыв на кафедру, провёл ревизию домового и келейного имущества своего предшественника, совершил ряд «кадровых перестановок» и включился в начальный этап церковной реформы Петра I. Занимал Великоустюжскую кафедру в преклонных летах и оставил после себя епархию в неблагополучном состоянии.
В конце 1718 года уволен на покой в Великоустюжский Архангельский монастырь.
Скончался 4 января 1720 года, приняв схиму. Погребён в Великоустюжском Архангельском монастыре.
В Русском биографическом словаре (1897) отмечалось, что «в печати не известно никаких документов о его деятельности»